# MONUSCO
MONUSCO (Mission de l'Organisation des Nations Unies pour la stabilisation en République démocratique du Congo) is een vredesmacht van de Verenigde Naties in de Democratische Republiek Congo. De missie werd in 1999 als MONUC ( Mission de l'Organisation des Nations Unies en République Démocratique du Congo, Waarnemersmissie van de Verenigde Naties in de Democratische Republiek Congo) gecreëerd door VN-resolutie 1279 van 30 november 1999 en resolutie 1291 van 24 februari 2000. Overeenkomstig resolutie 1925 van 28 mei 2010 werd MONUC vanaf 1 juli 2010 herdoopt tot MONUSCO. MONUC werd uitgestuurd om toe te zien op het vredesproces dat volgde op de Tweede Congolese Burgeroorlog. De aandacht ging daarbij vooral naar de oostelijke provincies Ituri, Noord-Kivu en Zuid-Kivu, waar milities uit de buurlanden Rwanda en Oeganda actief waren.

## Achtergrond

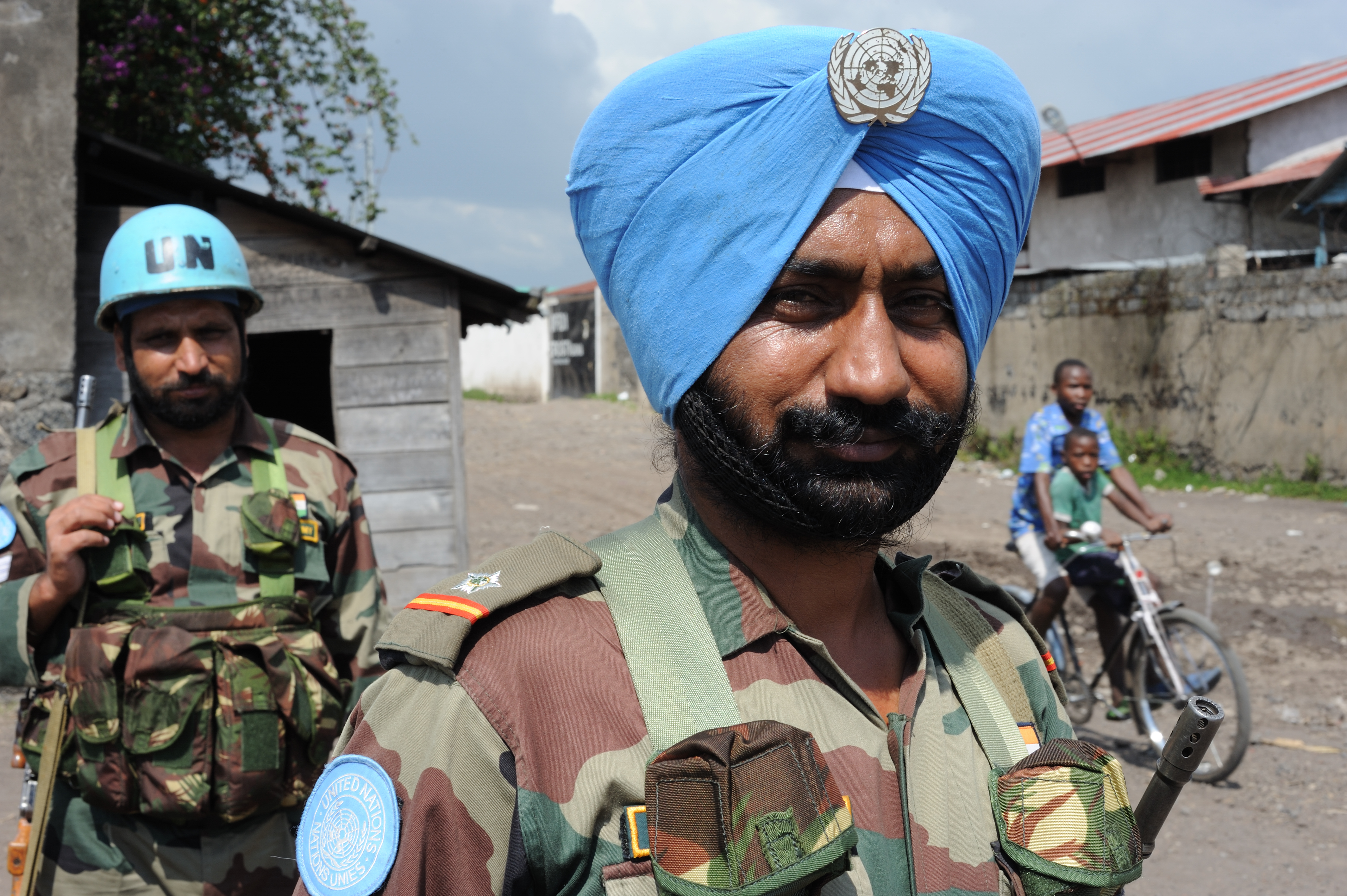
Indiase MONUC-blauwhelmen

De Democratische Republiek Congo is een gebied met veel bodemschatten zodat het in aanleg tot de rijkste landen van Afrika gerekend kan worden. Na de Belgische koloniale periode nam Mobutu de macht over en werd de bevolking door uitbuiting en corruptie steeds armer. Hierdoor trad in het oostelijk gedeelte van Congo anarchie op. Na het treffen tussen Hutu's en Tutsi's in Rwanda in 1994 werd Congo overspoeld door vluchtelingen, waardoor er een politiek-instabiele situatie ontstond. Hierdoor braken in 1994 in Congo etnische onlusten uit die onder meer werden veroorzaakt door eerder genoemde vluchtelingenstroom uit de buurlanden Rwanda en Burundi.
In 1997 beëindigden rebellen de lange dictatuur van Mobutu en werd Kabila de nieuwe president. In 1998 escaleerde de Tweede Congolese Burgeroorlog toen andere rebellen Kabila probeerden te verjagen. Zij zagen zich gesteund door Rwanda en Oeganda. In 1999 besloten de Verenigde Naties tot het inzetten van de Mission de l’Organisation des Nations Unies en République Démocratique du Congo (MONUC). In 2001, na de moord op Laurent Kabila nam zijn zoon Joseph Kabila de macht over en werden de vredesonderhandelingen op basis van het Vredesakkoord van Lusaka van 1999 hervat.
In 2006 vonden in Congo democratische verkiezingen plaats maar dit veranderde niets aan het politieke instabiele klimaat. De verkiezingen werden gewonnen door Kabila maar Intussen waren nog steeds rebellen actief in het oosten van Congo en bleef de situatie er gespannen.

### Falende staat
Congo is als Democratische Republiek Congo een falende staat, een staat die grote delen van zijn grondgebied niet kan beheersen en de veiligheid van burgers evenmin kan garanderen. Dat is omdat de staat Congo:
- Het monopolie op geweld verloren heeft;
- Niet in staat is de interne rechtsorde te handhaven;
- Geen openbare diensten meer kan leveren of de voorwaarden daarvoor kan scheppen;

Het falen van een staat heeft nationale en internationale consequenties zoals:
- Illegale wapenhandel;
- Schendingen van mensenrechten;
- Ontstaan van vluchtelingenstromen;
- regionale-, nationale en internationale criminaliteit;
- Falende staten brengen uiteindelijk de internationale stabiliteit en veiligheid in gevaar;
- Falende staten vormen een toevluchtsoord voor criminele organisaties en individuen.

In grote delen van Congo werd de bevolking geterroriseerd door staatsgevaarlijke milities en organisaties. De afmetingen van het land, met zijn slechte infrastructuur, etnische verschillen en winstbejag maakten de situatie nog gecompliceerder. In dit soort staten is het afdwingen van stabiliteit een eerste voorwaarde om een veilige leefomgeving te kunnen bewerkstelligen. Andere werktuigen zijn ontwikkeling, politieke diplomatie, economische stimulansen en defensie. Daarnaast dient de veiligheidssector (leger en politie) hervormd te worden en een integraal deel te vormen van wederopbouwprocessen.

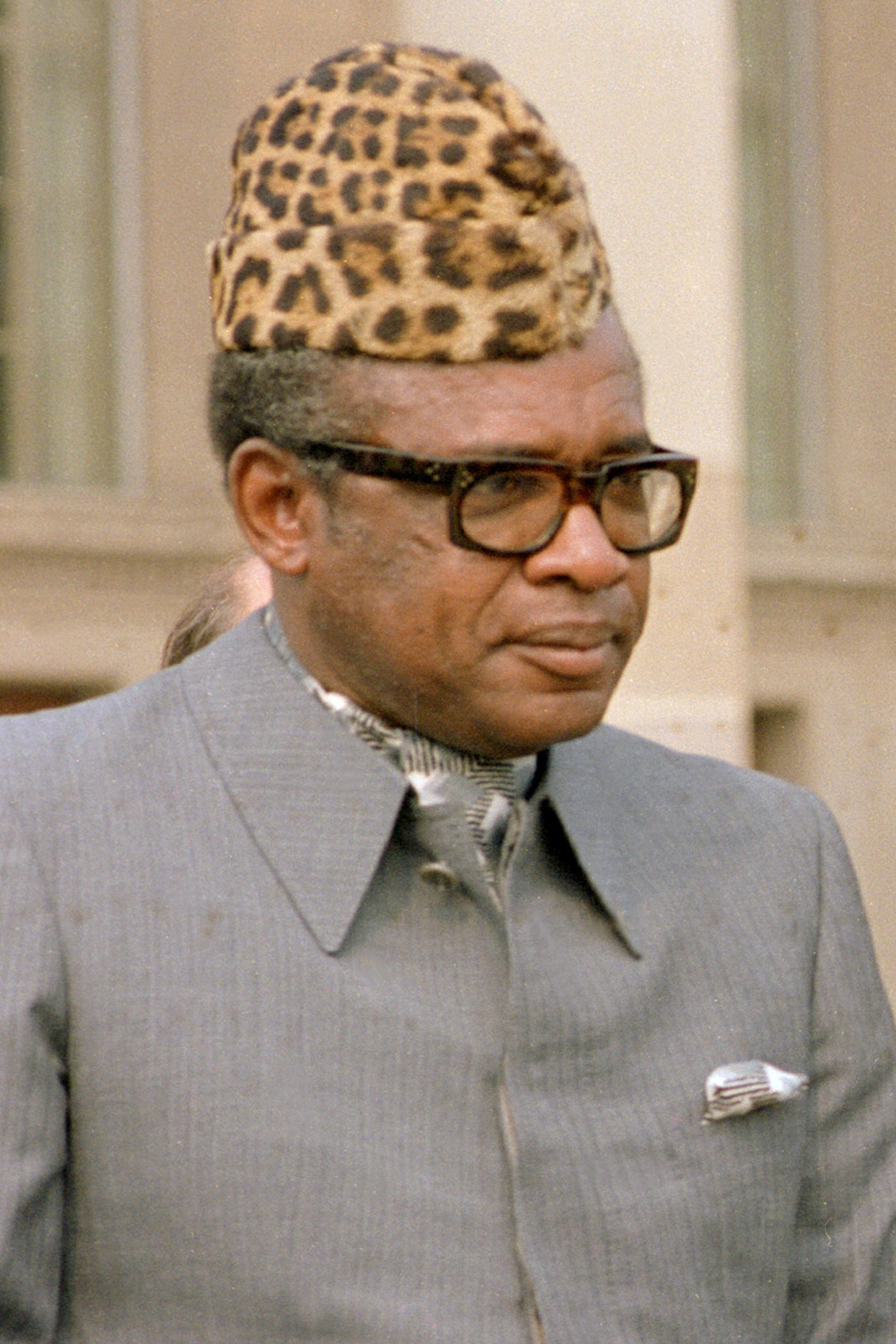
Mobuto
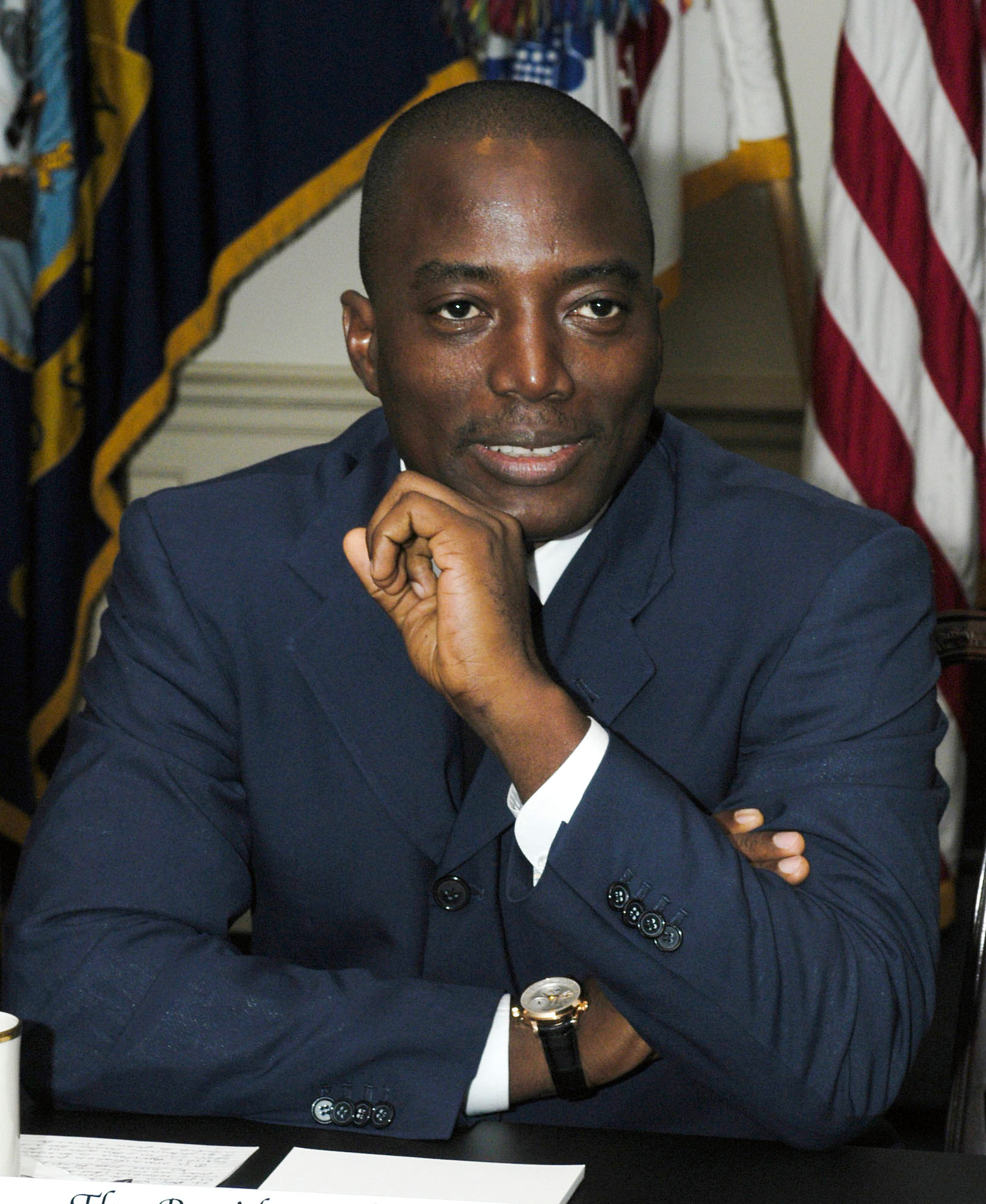
J. Kabila
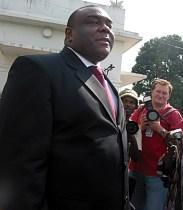
J.P. Bemba

## De MONUC-missie (1999- juni 2010)
De missie begon op 24 februari 2000 met ongeveer 5.000 man. Dit aantal liep later op tot 10.000. Het doel van de missie was:
- Afdwingen van het naleven van het staakt-het-vuren akkoord van 2003;
- Monitoren daarvan en vijandelijkheden rapporteren;
- DDRRR-fase: Disarmament, Demobilization, Repatriation, Resettlement en Reintegration;
- De overgang mogelijk maken naar geldige verkiezingen.

De missie kreeg in het begin veel kritiek omdat de resultaten mager leken. Er werd weinig vooruitgang geboekt in de vorming van een nieuw geïntegreerd Congolees leger; dat gaf duidelijk weer dat er geen stabiliteit bereikt was omdat in dit leger zowel rebellen als militairen moesten worden opgenomen. Verder bleef een groep van 10.000 strijders van de Interahamwemilities en het vroegere Rwandese leger de streek terroriseren. In oktober 2004 werd het mandaat van de militairen uitgebreid en het aantal manschappen van 10.800 tot 16.700 verhoogd, waarmee het de grootste vredesmacht van de Verenigde Naties ter wereld werd.

### Deelnemende landen
Militaire troepen
- Algerije
- Bangladesh
- België
- Benin
- Bolivia
- Bosnië en Herzegovina
- Burkina Faso
- Canada
- China
- Denemarken
- Egypte
- Filipijnen
- Frankrijk
- Ghana
- Guatemala
- Ierland
- India
- Indonesië
- Jemen
- Jordanië
- Kameroen
- Kenia
- Madagaskar
- Malawi
- Maleisië
- Mali
- Marokko
- Mongolië
- Nepal
- Niger
- Nigeria
- Noorwegen
- Oekraïne
- Oman
- Pakistan
- Paraguay
- Peru
- Polen
- Portugal
- Roemenië
- Rusland
- Senegal
- Servië
- Spanje
- Sri Lanka
- Tsjechië
- Tunesië
- Uruguay
- Verenigd Koninkrijk
- Zambia
- Zuid-Afrika
- Zweden
- Zwitserland

Politietroepen
- Bangladesh
- Brunei
- Burkina Faso
- Canada
- Centraal-Afrikaanse Republiek
- Egypte
- Frankrijk
- Guinee
- India
- Ivoorkust
- Jemen
- Jordanië
- Kameroen
- Madagaskar
- Mali
- Niger
- Noorwegen
- Oekraïne
- Pakistan
- Portugal
- Roemenië
- Rusland
- Senegal
- Spanje
- Togo
- Tsjaad
- Turkije
- Uruguay
- Zweden

### Sterkte
De operatie had een goedgekeurd budget van 1,73 miljard dollar (6 augustus 1999-30 juni 2010) en de volgende sterkte:
| Onderdeel                | Initieel | Geautoriseerd | 30 juni 2010 | Slachtoffers |
| ------------------------ | -------- | ------------- | ------------ | ------------ |
| Troepen                  | 5537     | 19.815        | 18.222       | 100          |
| Militaire waarnemers     | 500      | 760           | 672          | 10           |
| Politie                  |          | 391           | 282          | 6            |
| Politiepersoneel         |          | 1050          | 620          |              |
| Internationaal personeel |          |               | 1008         | 12           |
| Lokaal personeel         |          |               | 2611         | 30           |
| VN-vrijwilligers         |          |               | 628          |              |

#### Commandanten en vertegenwoordigers van MONUC
Vertegenwoordigers van de Secretaris-Generaal:
- Verenigd Koninkrijk Alan Doss: oktober 2007 – juni 2010
- Verenigde Staten William Lacy Swing: juli 2003 – oktober 2007
- Kameroen Amos Namanga Ngongi: augustus 2001 – juni 2003
- Tunesië Kamel Morjane: november 1999 – augustus 2001

Commandanten van de troepen:
- Senegal luitenant-generaal Babacar Gaye: november 2008 – augustus 2010
- Spanje luitenant-generaal Vicente Diaz de Villegas: oktober 2008 – oktober 2008
- Senegal luitenant-generaal Babacar Gaye: maart 2005 – oktober 2008
- Nigeria generaal-majoor Somaila Iliya: januari 2004 – februari 2005
- Senegal generaal-majoor Mountaga Diallo: maart 2000 – december 2003

Politiecommissarissen:
- Nigeria Abdallah Wafy: februari 2010 – juni 2010
- India Sudesh Kumar: november 2007 – december 2009
- Frankrijk Daniel Cure: januari 2005 – september 2007
- Frankrijk Jean Monchanin: januari 2004 – januari 2005
- Portugal Adilio Custodio: mei 2003 – november 2003
- Senegal Mamadou Gueyefaye: februari 2003 – mei 2003
- Argentinië Cristian Gerardo Chaumont: februari 2002 – februari 2003
- Zweden Jorgen Kent: november 2001 – januari 2002

### Rol tijdens de verkiezingen en erna
Twee grote partijleiders, Joseph Kabila en Jean-Pierre Bemba streden om de verkiezingsoverwinning, die Joseph Kabila met zijn partij Parti du peuple pour la reconstruction et la démocratie (PPRD) won. Volgens het partijprogramma zou de PPRD zich inzetten voor democratie en wederopbouw van het land. Om dit te realiseren was echter de medewerking van de legerleiding nodig. Daarnaast bleek het gezag van de centrale overheid in Ituri, Noord-Kivu, Zuid-Kivu en het noorden van Katanga zwak.
De taak van MONUC was om na de verkiezingen de stabiliteit te bestendigen totdat de Congolese overheid in staat zou zijn die taak over te nemen maar het bleek echter al snel dat de overheid nog niet zo ver gevorderd was. MONUC heeft een grote rol gespeeld bij het mogelijk maken van de verkiezingen. Hoewel er enige incidenten waren te Kinshasa bleef het in de rest van het land rustig; Bemba kon als volksvertegenwoordiger optreden omdat hij nu gebruik kon maken van zijn politieke onschendbaarheid. Hij week na de voor hem verloren verkiezingen uit naar Congo-Brazzaville en Portugal maar zijn aanhang in Congo is tot op heden nog steeds zwaar bewapend en een terugkeer van Bemba brengt nog steeds grote politieke risico's met betrekking tot de stabiliteit van Congo met zich mee als hij zijn troepen opnieuw weet te mobiliseren. Bemba geniet steun van(-uit) Oeganda. Tegelijkertijd blijft het instabiel in het oosten van Congo.

### Samenwerking met de FARDC

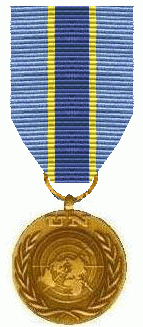
MONUC Medaille

Het Congolese leger, de Forces Armées de Ia République Démocratique du Congo (FARDC) was opgebouwd uit diverse elementen van het eerdere leger, Forces Armées Congolaises, en aangevuld met nieuwe rekruten, vaak afkomstig van Illegal Armed Groups (IAG). In het verleden kwam het voor dat illegaal gewapende groepen, waarvan de leider een hoge officier van de FARDC was, samen met de leider verwikkeld waren in illegale gewapende activiteiten, waarbij de bevolking regelmatig geterroriseerd werd. In februari 2006 stelde de plaatsvervangende bevelvoerder van MONUC dat indien de schending van mensenrechten door de FARDC door zou gaan dit leger niet langer meer door de MONUC ondersteund zou worden. Hierbij trad de missie van de Europese Unie, EUSEC, op door de betalingen van de soldij der soldaten van de FARDC beter op orde te krijgen. Soms werden operaties van de Verenigde Naties tegengewerkt door FARDC-officieren. De reden hiervoor was dat er een sfeer van corruptie en betrokkenheid bij illegale economische, militaire en persoonlijke belangen was; een aantal operaties die gezamenlijk met het FARDC werden verricht zijn echter wel goed afgelopen, met name door de druk tot prestatie van MONUC op de FARDC-commandanten. In een rapport van de Verenigde Naties uit 2009 werd de samenwerking met de FARDC bekritiseerd, omdat men de leden daarvan niet in bedwang zou kunnen houden.

##### Operatie MONUC-FARDC
Aangezien de belangrijkste taak van MONUC was om een stabiel en veilig klimaat te handhaven zodat de democratisch gekozen regering in staat zou zijn de stabiliteit en de veiligheid voor de bevolking te waarborgen steunde MONUC deze zo veel mogelijk. Tijdens gezamenlijke operaties (Joined Operations) verzorgde MONUC de logistieke ondersteuning aan de FARDC en verleende de Eastern Division operationele bijstand tijdens gevechten met LAG's. Complicerende factor bij de samenwerking met de FARDC was dat deze troepen weinig communicatiemiddelen hadden, er gebrek aan discipline bij de FARDC-eenheden heerste en de militairen niet uitgerust waren voor de hen opgedragen taken. Daarnaast sloegen de FARDC-manschappen tijdens gevechten soms op de vlucht, zodat duidelijk werd dat de militaire bijstand van MONUC aan FARDC van cruciaal belang was voor het slagen van de diverse operaties, waaronder Operatie Ituri Explorer.

##### Operatie Ituri Explorer

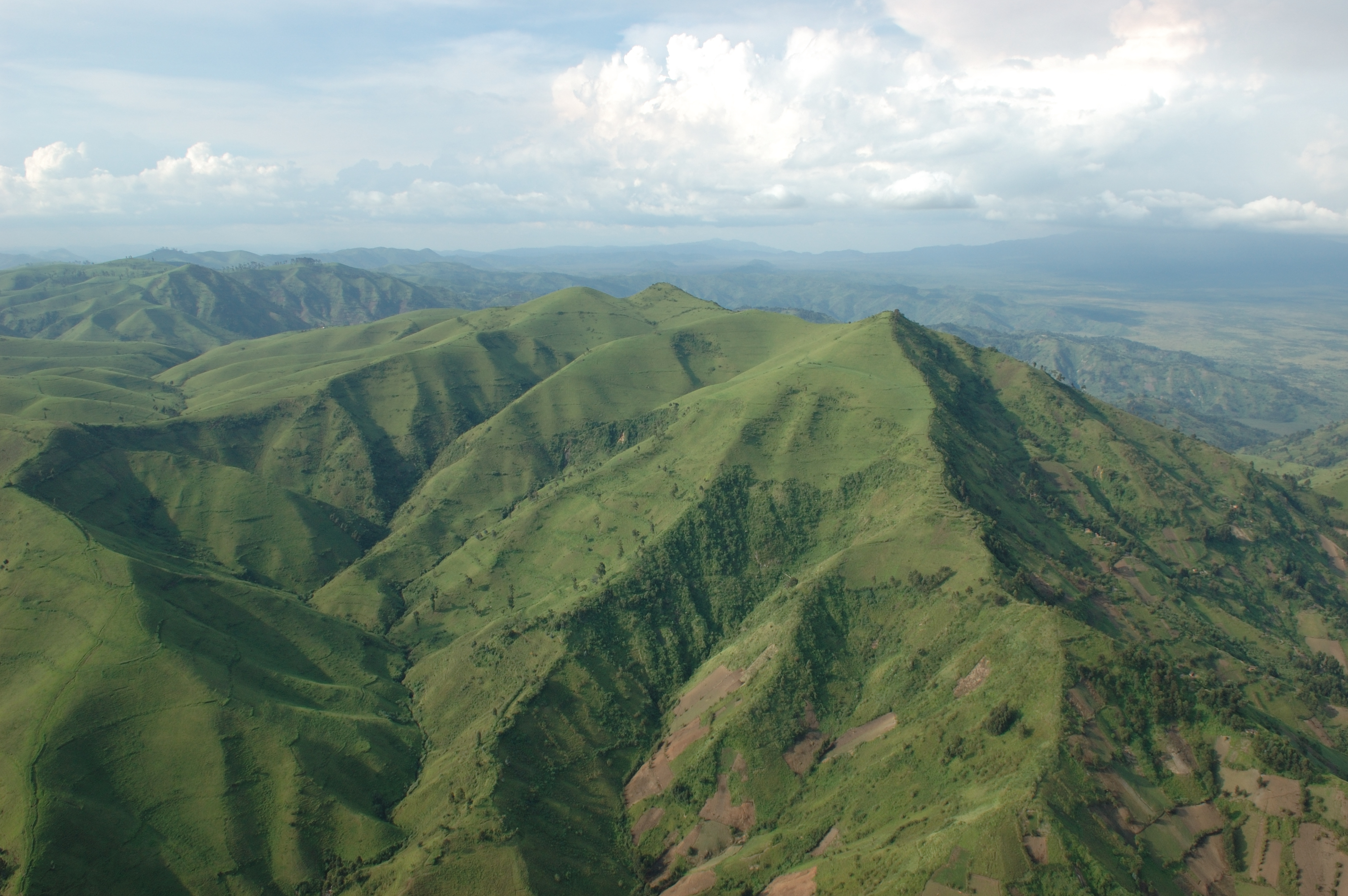
Gebergte in Congo

In het begin van mei 2006 werd begonnen met een offensief van 2.000 Congolese regeringslegersoldaten die, ondersteund door troepen van MONUC, tegen overgebleven rebellengroepen in de provincie Ituri optraden. Men wilde de rebellen voor de verkiezingen ontwapenen en het gezag van de staat in die regio herstellen. Gedurende de acties bleek dat FARDC-militairen zich al snel terugtrokken; het was tevens moeilijk om FARDC-leden te onderscheiden van milities, waardoor een gevaarlijke situatie ontstond. Ondanks dat werd de operatie een succes, mede door de Russische MI-25-helikopters. Hoewel hun rol beperkt bleef doordat het ontbrak aan goed opgeleide Forward Air Controllers gaven de helikopters wel de doorslag bij veel operaties door de afschrikwekkende werking die ervan uitging. De vuurkracht ervan was bij de rebellen namelijk zeer goed bekend. Als gevolg van operatie Ituri Explorer staakten diverse rebellenleiders hun gevechtshandelingen en keerden de vluchtelingen onder begeleiding van de UNHCR geleidelijk aan terug. Een andere gevaar dat toen en nu nog steeds dreigt is dat van de Illegal Armed Groups (IAG), buitenlandse groeperingen die vooral in de grensgebieden opereren zonder rekening te houden met de grenzen; deze groepen bestaan uit manschappen van Soedanese, Oegandese en Rwandese herkomst en contacten met de reguliere strijdkrachten van deze landen zijn dus erg belangrijk om de situatie beheersbaar te houden.
Eind 2006 en begin 2007 werden er op initiatief van de MONUC drie bijeenkomsten georganiseerd; hierbij waren vertegenwoordigers van het Soedanese leger (SPLA) aanwezig. Het doel van de bijeenkomsten was om de samenwerking te verbeteren in de strijd tegen IAG's in het grensgebied van Congo, Oeganda en Soedan; het betrof hier voornamelijk de activiteiten van de Lord's Resistance Army in het noordoosten van Congo en de rebellengroepen in de Congolese provincies Kivu en Ituri. Een belangrijk doel van de bijeenkomsten was de mogelijkheid te scheppen om meerdere liasonkantoren te openen in Fort Portal, Bunia en Aru.

### Nederlandse bijdrage
Generaal-majoor der Mariniers P. C. Cammaert werd benoemd tot divisiecommandant van de Verenigde Naties; samen met het Congolese leger voerde hij acties tegen de milities; in mei 2006 werd luitenant-ter-zee A.T. Polet toegevoegd (tot februari 2007) aan de MONUC-missie; hij was geplaatst op het hoofdkantoor van de oostelijke divisie te Kisangani en werkte als stafofficier voor G2 (militaire inlichtingen). Zijn taken waren het verzamelen en ordenen van militaire informatie voor speciale operaties tegen milities en andere bendes, waarbij hij samenwerkte met generaal-majoor Cammaert. Van 1 juli tot december 2006 leverde Nederland als bijdrage aan de EUFOR een infanterie-eenheid ter grootte van een peloton. De eenheid, afkomstig van de 11 Mortiercompagnie van de luchtmobiele brigade, maakte deel uit van een Duitse compagnie gelegerd in Gabon. Daarnaast leverde Nederland drie stafofficieren voor het missiehoofdkwartier in Kinshasa en een chirurgisch team. Vier Nederlandse officieren maakten al deel uit van de staf van het operatiehoofdkwartier in Potsdam.

### Resultaten
Na de verkiezingen leek de rust in Oost-Congo teruggekeerd; de MONUC droeg door middel van soms hard optreden in complexe situaties bij tot de rust en veiligheid in het land. In de oostelijke provincies blijft het centrale gezag echter een lastige kwestie doordat het land zo groot is. Nog steeds heersen er etnische conflicten; het wordt nog steeds aangetast door internationaal georganiseerde plundering van zijn rijkdommen, waardoor de bevolking steeds in een humanitaire crisis verkeert. Toch heeft de MONUC al met al een belangrijke bijdrage geleverd aan de relatieve veiligheid en stabiliteit met name in het oosten van het land. Per 1 juli 2010 werd de MONUC hernoemd in United Nations Organization Stabilization Mission in the Democratic Republic of the Congo (MONUSCO).

### Trivia
MONUC was in mei 2010 betrokken bij de evacuatie van negen weesgorilla's per helikopter naar het natuurreservaat Tayna in het oosten van Congo, waar ze beschermd zouden worden tegen stropers en geweld. Het Congolees Instituut voor Natuurbehoud (ICCN) had hierom verzocht; ook zes tienergorilla’s uit het buurland Rwanda reisden mee naar het nieuwe woongebied.

### Medaille
De secretaris-generaal van de Verenigde Naties heeft voor de deelnemende militairen en politieagenten een onderscheiding, de MONUC Medaille ingesteld.

### Belgische bijdrage
Aangezien het sturen van Belgische troepen naar de voormalige kolonie politiek erg delicaat ligt, beperkte België zich tot logistieke steun met C-130 toestellen en Agusta-helikopters, en hulp bij het inlichtingenwerk.

## MONUSCO (juli 2010-heden)

### 2022: bloedige rellen
Eind juli kwam het tot zware anti-MONUSCO-protesten naar aanleiding van beschuldigingen van Congolese politici en burgers dat de VN geen actie zou hebben ondernomen om een einde te maken aan het Kivu-conflict. De demonstranten eisten dat MONUSCO het land zou verlaten. Op 26 juli werden vijftien mensen gedood en raakten 50 anderen gewond toen VN-vredeshandhavers het vuur openden op een anti-VN-protest in Goma, Noord-Kivu. Dezelfde dag werden drie vredeshandhavers en zeven burgers gedood tijdens een aanval op een MONUSCO-basis door demonstranten in Butembo. Op 27 juli werden vier demonstranten op een MONUSCO-basis in Uvira gedood door elektrocutie nadat soldaten een elektriciteitskabel hadden afgeschoten die op hen viel. De gouverneur van Zuid-Kivu, Théo Ngwabidje Kasi, riep op tot een onderzoek om na te gaan of de kabel was doorgeschoten door Congolese veiligheidstroepen of door MONUSCO-vredeshandhavers. De Congolese bisschoppen veroordeelden het geweld.

### Einde van de missie
Op 20 december 2022 had de Veiligheidsraad nog resolutie 2666 aangenomen, waarbij het mandaat van MONUSCO werd verlengd tot 20 december 2023. De Congolese regering had aanvankelijk ingestemd met een mandaat tot einde 2024, maar in een toespraak tot de Algemene Vergadering van de VN vroeg de Congolese president Tshisekedi om een versnelde terugtrekking van Monusco, dat “er niet in geslaagd is de opstanden en gewapende conflicten het hoofd te bieden, noch de burgerbevolking te beschermen”. Op 19 december 2023 stemde de Veiligheidsraad met Resolutie 2717/2023 unaniem in met dit verzoek van Congo: de terugtrekking verloopt in 3 fases, vanaf eind 2023 tot het einde van het mandaat op 20 december 2024.

## Betrokken Resoluties van de Veiligheidsraad
- Resolutie 1234 Veiligheidsraad Verenigde Naties: eiste een staakt-het-vuren in Congo.
- Resolutie 1258 Veiligheidsraad Verenigde Naties: autoriseerde VN-verbindingsofficieren.
- Resolutie 1273 Veiligheidsraad Verenigde Naties: verlengde diens mandaat tot 15 januari 2000.

### MONUC
- Resolutie 1279 Veiligheidsraad Verenigde Naties: Verlengde dat mandaat opnieuw tot 1 maart 2000 en creëerde MONUC.
- Resolutie 1291 Veiligheidsraad Verenigde Naties: Verlengde MONUC tot 31 augustus 2000 en breidde de macht uit tot meer dan 5500 manschappen.
- Resolutie 1316 Veiligheidsraad Verenigde Naties: Verlengde MONUC tot 15 oktober 2000.
- Resolutie 1323 Veiligheidsraad Verenigde Naties: Verlengde MONUC tot 15 december 2000.
- Resolutie 1332 Veiligheidsraad Verenigde Naties: Verlengde MONUC tot 15 juni 2001.
- Resolutie 1355 Veiligheidsraad Verenigde Naties: Verlengde MONUC tot 15 juni 2002.
- Resolutie 1417 Veiligheidsraad Verenigde Naties: Verlengde MONUC tot 30 juni 2003.
- Resolutie 1445 Veiligheidsraad Verenigde Naties: Breidde MONUC uit tot 8700 manschappen.
- Resolutie 1468 Veiligheidsraad Verenigde Naties: Vroeg een versterking van MONUC in Ituri.
- Resolutie 1484 Veiligheidsraad Verenigde Naties: Autoriseerde een tijdelijke macht om MONUC te versterken.
- Resolutie 1489 Veiligheidsraad Verenigde Naties: Verlengde MONUC tot 30 juli 2003.
- Resolutie 1493 Veiligheidsraad Verenigde Naties: Verlengde MONUC tot 30 juli 2004 en versterkte ze tot 10.800 manschappen.
- Resolutie 1533 Veiligheidsraad Verenigde Naties: Autoriseerde MONUC om wapens in beslag te nemen.
- Resolutie 1555 Veiligheidsraad Verenigde Naties: Verlengde MONUC tot 1 oktober 2004.
- Resolutie 1565 Veiligheidsraad Verenigde Naties: Verlengde MONUC tot 31 maart 2005 en versterkte ze tot 16.700 manschappen.
- Resolutie 1592 Veiligheidsraad Verenigde Naties: Verlengde MONUC tot 1 oktober 2005.
- Resolutie 1621 Veiligheidsraad Verenigde Naties: Autoriseerde een tijdelijke versterking van 800 manschappen.
- Resolutie 1628 Veiligheidsraad Verenigde Naties: Verlengde MONUC tot 31 oktober 2005.
- Resolutie 1635 Veiligheidsraad Verenigde Naties: Verlengde MONUC tot 30 september 2006 en autoriseerde tijdelijk 300 versterkingen.
- Resolutie 1669 Veiligheidsraad Verenigde Naties: Stond tijdelijk toe dat onderdelen van de ONUB-vredesmacht bij MONUC werden ingezet.
- Resolutie 1671 Veiligheidsraad Verenigde Naties: Autoriseerde de tijdelijke EUFOR-macht in Congo.
- Resolutie 1693 Veiligheidsraad Verenigde Naties: Verlengde de tijdelijke versterkingen tot 30 september 2006.
- Resolutie 1711 Veiligheidsraad Verenigde Naties: Verlengde MONUC tot 15 februari 2007.
- Resolutie 1736 Veiligheidsraad Verenigde Naties: Autoriseerde een tijdelijke versterking met 900 manschappen.
- Resolutie 1742 Veiligheidsraad Verenigde Naties: Verlengde MONUC tot 15 april 2007.
- Resolutie 1751 Veiligheidsraad Verenigde Naties: Verlengde MONUC tot 15 mei 2007.
- Resolutie 1756 Veiligheidsraad Verenigde Naties: Verlengde MONUC tot 31 december 2007.
- Resolutie 1794 Veiligheidsraad Verenigde Naties: Verlengde MONUC tot 31 december 2008.
- Resolutie 1797 Veiligheidsraad Verenigde Naties: Autoriseerde MONUC om de Congolese verkiezingen te ondersteunen.
- Resolutie 1843 Veiligheidsraad Verenigde Naties: Autoriseerde een tijdelijke versterking met 3000 manschappen.
- Resolutie 1856 Veiligheidsraad Verenigde Naties: Verlengde MONUC tot 31 december 2009.
- Resolutie 1906 Veiligheidsraad Verenigde Naties: Verlengde MONUC tot 31 mei 2010.

### MONUSCO
- Resolutie 1925 Veiligheidsraad Verenigde Naties van 28 mei 2010: Verlengde MONUC tot 30 juni 2010 waarna ze MONUSCO zou heten.
- Resolutie 1991 Veiligheidsraad Verenigde Naties: Verlengde MONUSCO tot 30 juni 2011.
- Resolutie 2147 Veiligheidsraad Verenigde Naties van 28 juli 2012: verlengde MONUSCO tot 31 maart 2015.[11]
- Resolutie 2162 Veiligheidsraad Verenigde Naties van 25 december 2012: verlengde MONUSCO tot 31 december 2013.
- Resolutie 2181 Veiligheidsraad Verenigde Naties van 27 juli 2013: verlengde MONUSCO tot 31 december 2014.
- Resolutie 2277 Veiligheidsraad Verenigde Naties van 25 juli 2015: verlengde MONUSCO tot 31 december 2016.
- Resolutie 2348 Veiligheidsraad Verenigde Naties van 28 juli 2017: verlengde MONUSCO tot 31 december 2018.
- Resolutie 2427 Veiligheidsraad Verenigde Naties van 27 juli 2018: verlengde MONUSCO tot 31 december 2019.
- Resolutie 2489 Veiligheidsraad Verenigde Naties van 26 juli 2019: verlengde MONUSCO tot 31 december 2020.
- Resolutie 2565 Veiligheidsraad Verenigde Naties van 27 juli 2020: verlengde MONUSCO tot 31 december 2021.
- Resolutie 2641 Veiligheidsraad Verenigde Naties van 27 juli 2021: verlengde MONUSCO tot 31 december 2022.
- Resolutie 2666 Veiligheidsraad Verenigde Naties van 25 april 2022: verlengde MONUSCO tot 26 juli 2022.[8]
- Resolutie 2727 Veiligheidsraad Verenigde Naties van 27 juli 2022: verlengde MONUSCO tot 31 december 2023.